# Една Перваєнс
Е́дна Перва́єнс (англ. Edna Purviance, нар. 21 жовтня 1895 — пом. 11 січня 1958) — американська акторка німого кіно, грала провідні жіночі ролі у багатьох ранніх фільмах Чарлі Чапліна.

## Біографія

### Ранні роки
Една Перваєнс народилась в Парадайс-Валі, в родині сільського мельника. Коли їй було 3 роки, родина переїхала в Лавлок, де вони почали займатися готельною справою. У 1902 році батьки Едни розлучилися, в 1904 її мати одружилася з Робертом Нюрнбергером, який помер у 1911 році. У 1923 році Една закінчила Вищу школу Лавлока та переїхала до Сан-Франциско, де в 1913—1914 роках навчалася в коледжі. Після коледжу почала працювати стенографісткою.

### Кар'єра
У 1915 році Едну Перваєнс в одному з місцевих кафе часто бачив один з робітників Ессеней Філм, який рекомендував її Чарлі Чапліну. На той час Чаплін ніяк не міг знайти виконавицю головної жіночої ролі для свого другого фільму для Ессеней Філм. Він зустрівся з Перваєнс, та хоча вона здалась Чапліну занадто серйозною для комедійної ролі, він підписав з нею контракт.
У 1915—1923 роках Една Перваєнс виконувала головні жіночі ролі майже в усіх фільмах Чапліна, в тому числі і в його перших повнометражних режисерських роботах — фільмах «Малюк» та «Парижанка». Після того вона знялася ще у двох фільмах, «Жінка біля моря» (1926) і «Виховання принца» (1927) та завершила акторську кар'єру.

### Після завершення кар'єри
У 1938 році одружилася з Джоном Сквайром, пілотом компанії Pan-American Airlines, з яким жила до його смерті у 1945 році.
Померла 11 січня 1958 року від раку горла.

## Фільмографія
| Рік  | Назва                   | Оригінальна назва   | Роль                       |
| ---- | ----------------------- | ------------------- | -------------------------- |
| 1915 | Ніч безперервно         | A Night Out         | Дружина метрдотеля         |
| 1915 | Чемпіон                 | The Champion        | Дочка тренера              |
| 1915 | В парку                 | In the Park         | Няня                       |
| 1915 | Втеча в автомобілі      | A Jitney Elopement  | Една                       |
| 1915 | Бродяга                 | The Tramp           | Дочка фермера              |
| 1915 | Біля моря               | By the Sea          | Кохана чоловіка в циліндрі |
| 1915 | Робота                  | Work                | Служниця                   |
| 1915 | Жінка                   | A Woman             | Дочка                      |
| 1915 | Банк                    | The Bank            | Една, секретар             |
| 1915 | Зашанхаєнний            | Shanghaied          | Дочка власника судна       |
| 1915 | Вечір в мюзик-холі      | A Night in the Show | Дама в партері             |
| 1915 | Кармен                  | Burlesque on Carmen | Кармен                     |
| 1916 | Поліція                 | Police!             | Господарка дому            |
| 1916 | Контролер універмагу    | The Floorwalker     | Секретар менеджера         |
| 1916 | Пожежник                | The Fireman         | Дівчина                    |
| 1916 | Бродяга                 | The Vagabond        | Дівчина викрадена циганами |
| 1916 | Граф                    | The Count           | Місс Манібегс              |
| 1916 | Позикова каса           | The Pawnshop        | Дочка                      |
| 1916 | За екраном              | Behind the Screen   | Дівчина                    |
| 1916 | Скетинг-ринг            | The Rink            | Дівчина                    |
| 1917 | Тиха вулиця             | Easy Street         | Працівник місії            |
| 1917 | Лікування               | The Cure            | Дівчина                    |
| 1917 | Іммігрант               | The Immigrant       | Іммігрант                  |
| 1917 | Шукач пригод            | The Adventurer      | Дівчина                    |
| 1918 | Собаче життя            | A Dog's Life        | Співачка в барі            |
| 1918 | Потрійна неприємність   | Triple Trouble      | Служниця                   |
| 1918 | Облігація               | The Bond            | Дружина Чарлі              |
| 1918 | На плече!               | Shoulder Arms       | Француженка                |
| 1919 | Сонячна сторона         | Sunnyside           | Сільська красуня           |
| 1919 | Задоволення дня         | A Day's Pleasure    | Мати                       |
| 1921 | Малюк                   | The Kid             | Мати                       |
| 1921 | Нетрудящий клас         | The Idle Class      | Дружина                    |
| 1922 | День отримання зарплати | Pay Day             | Дочка виконроба            |
| 1923 | Пілігрим                | The Pilgrim         | Місс Браун                 |
| 1923 | Парижанка               | A Woman of Paris    | Марі Сен-Клер              |
| 1926 | Жінка біля моря         | A Woman of the Sea  | Джоан                      |
| 1927 | Виховання принца        | Education de Prince |                            |